# Rozmiar wejścia
Rozmiar wejścia – cecha danych wejściowych dla algorytmu, będąca zmienną niezależną funkcji opisującej jego złożoność obliczeniową. 
Dla różnych problemów może być ona różna – na przykład dla sortowania, wyszukiwania, znajdowania maksimum i minimum rozmiarem danych wejściowych jest liczba elementów kolekcji wejściowej. Dla problemów takich jak faktoryzacja liczb może to być na przykład wartość liczby. Z kolei dla operacji na macierzach będzie to po prostu ich wielkość.